# Autogeneratieve hogedrukgisting
Autogeneratieve hogedrukgisting is een biogasproductietechniek welke onder verhoogde gasdruk plaatsvindt. Deze gasdruk wordt door de bacteriën en archaea zelf opgewekt door de gassen die ze uitscheiden. Deze techniek werd voor het eerst beschreven door R. Lindeboom van de Universiteit van Wageningen (WUR) in 2011. Er werd toen een batch reactor opgevoerd tot een druk van 58 bar waarbij een methaangehalte in het biogas ontstond van 96%. In de wetenschappelijke literatuur wordt deze techniek ook vaak HPAD, 'High Pressure Anaerobic Digestion, genoemd.
Autogeneratieve hogedrukvergisting (AHPD) werkt op basis van de hogere oplosbaarheid van CO2 (0,031 mol/l/bar) ten opzichte van die van CH4 (0,0016 mol/l/bar). Dit significante verschil maakt meer CO2-oplossing in de waterfase (digestaat) mogelijk. Volgens ditzelfde principe lost ook waterstofsulfide (H2S) beter op. Dit resulteert in een biogas met een verhoogd methaangehalte. Hierdoor heeft het gas minder bewerking nodig om opgewaardeerd te worden tot de kwaliteit van aardgas. Hiermee worden ook de kosten van deze bewerkingen verminderd. 

## Microbiele samenstelling
Individuele soorten micro-organismen hebben hun optimale omstandigheden waarin ze het snelst groeien en repliceren. Algemeen bekend zijn pH, temperatuur, zoutgehalte etc., maar druk is daar ook een van. Sommige bacteriën en archaea hebben zich aangepast aan het leven in de diepe oceanen, waar de druk (Hydrostatische druk) veel hoger is dan op zeeniveau. Zo zijn de methaan producerende archaea soorten Methanocaldococcus, Methanothermococcus, Methanopyrus en Methanotorris gevonden in hydrothermale bronnen in de bodem van de oceaan.  Onderzoek aan de Rijksuniversiteit Groningen (RUG) heeft aangetoond dat de bacteriële gemeenschap onder invloed van druk van samenstelling verandert. Dit maakt het mogelijk om op dezelfde manier als met andere procesparameters zoals temperatuur, retentietijd en pH het anaerobe vergistingsproces te beïnvloeden.

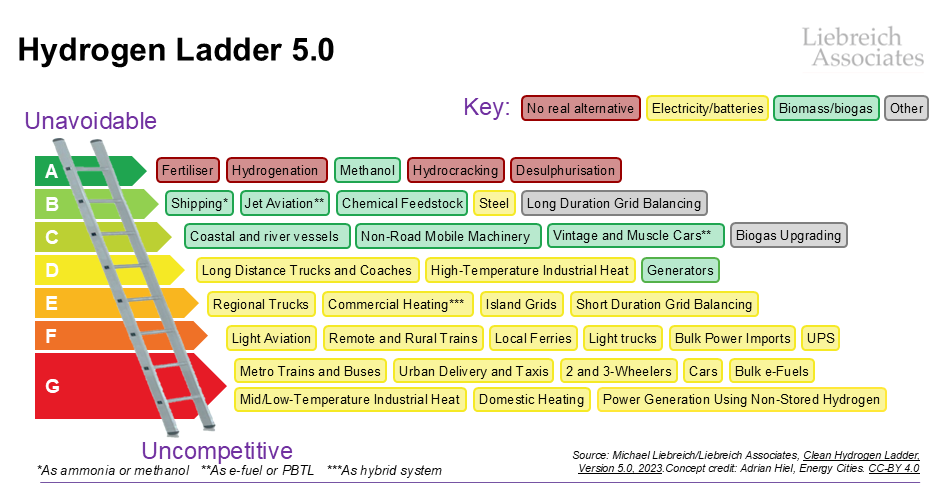
Rangschikking van toepassingsmogelijkheden van waterstof door Michael Liebreich.

Een doorontwikkeling van deze techniek is het toevoegen van waterstofgas aan de reactor. Net als andere gassen lost dit ook beter op bij verhoogde druk. Gevolg is dat het beter opgenomen kan worden door bacteriën en archea. Deze zetten het waterstofgas vervolgens met het reeds opgeloste kooldioxide om in extra methaan.  Deze combinatie van technieken werd in 2021 uitvoerig beschreven door Kim et all. Dit proces staat bekend als biologische methanisering. Op de waterstofladder 5.0 van Michael Liebreich staat deze vorm van biogas opwaardering op trede C. Dit is aanmerkelijk hoger dan toepassingen als brandstof in voertuigen. Deze staan verspreid over tredes D t/m G. 
Hoewel de techniek meestal wordt gebruikt als vergistingsproces voor dikke vloeistof stromen en vaste biomassa kan het ook toegepast worden als anaerobe waterzuivering. In Zuid Korea is men erin geslaagd om een UASB-reactor waterzuivering te bedrijven bij 8 Bar.  Er ontstond toen een biogas met een methaangehalte van 96,7 %. Opmerkelijke bevinding was dat de korrels in het slib welke zo kenmerkend zijn voor de UASB techniek goed behouden bleven. Dit kwam omdat er meer Extracellulaire Polymere Stoffen (EPS) werden gevormd in de biofilm. Micro-organismen maken deze om zich te beschermen tegen moeilijke omstandigheden. In dit geval de druk.      